# Frank B. Willis
Frank Bartlett Willis (Lewis Center, 28 dicembre 1871 – Delaware, 30 marzo 1928) è stato un politico statunitense, membro della Camera dei rappresentanti e governatore dell'Ohio, fino a diventare senatore per lo stesso stato, carica che ha mantenuto fino alla morte.

## Biografia
Nato in una fattoria nei pressi della città di Lewis Center, in Ohio, Willis era figlio di un veterano della guerra d'indipendenza americana, Vermont Willis, e di sua moglie, Lavinia Willis. Willis si laureò all'Università dell'Ohio Nordoccidentale nel 1894. Dopo aver insegnato in quest'istituto per dodici anni, Willis fu ammesso al mondo politico e iniziò a modificare ed emanare leggi. Fece parte della Casa dei Rappresentativi dell'Ohio dal 1900 al 1904 nello stesso tempo nel quale insegnava all'università e fu eletto membro della Casa dei Rappresentativi statunitense nel 1910, mantenendo questo ruolo tra il 1910 e il 1915. Eletto Governatore dell'Ohio nel 1914, rimase in carica dal 1914 al 1917, ma, quando si ricandidò, non fu rieletto, in quanto fu battuto da James M. Cox.
Dopo aver candidato Warren G. Harding nel 1920 alla Convenzione Repubblicana Nazionale, Willis fu eletto al Senato statunitense sostituendo Harding. Durante la sua carriera da senatore, Willis fu il Presidente del comitato del Senato sulle possessioni territoriali e insulari, come l'Alaska, le isole Hawaii, le Filippine e Porto Rico, dal 1923 al 1928.
Willis morì il 30 marzo 1928 all'età di 56 anni. Fu sepolto al Cimitero di Oak Grove. Le carte ufficiali di Willis furono donate all'Ohio Historical Society.